# Reigneville-Bocage
Reigneville-Bocage – miejscowość i gmina we Francji, w regionie Normandia, w departamencie Manche.
Według danych na rok 1990 gminę zamieszkiwało 30 osób, a gęstość zaludnienia wynosiła 13 osób/km² (wśród 1815 gmin Dolnej Normandii Reigneville-Bocage plasuje się na 849. miejscu pod względem liczby ludności, natomiast pod względem powierzchni na miejscu 1081.).